# 青空の手紙
『青空の手紙』（あおぞらのてがみ）は、2007年4月18日にLIVEMASTER RECORDSからリリースされた、奥井亜紀のアルバム。

## 解説
- 今作からセントラルミュージックの新レーベル『LIVEMASTER RECORDS』の第一弾アーティストとしてリリースされた。
- 以前からライブで演奏してきたメンバー達とのセッションで構成されている。また、ライブで定番になっている「愛する人の名を呼ぶために」等を収録している。

## キャッチコピー
心に美味しい10曲できました

## 収録曲
1. 春の笛吹き
2. 観覧車
3. アドバルーンを探せ
4. 青空の手紙
5. 西日ランナー
6. ねこのうた
7. 愛ってなんだい
8. ブルーモーメント
9. 鞄
10. 愛する人の名を呼ぶために

- 作詞・作曲 ： 奥井亜紀

## 参加ミュージシャン
- 奥井亜紀：All Vocal
- 西本明：All Piano,Orgun,Synthesizer and Programming
- 宮脇てつや：Guitars
- 中鉢俊哉：Bass
- 朝倉真司：Drums
- 中北裕子：Percussions